# 力晝站

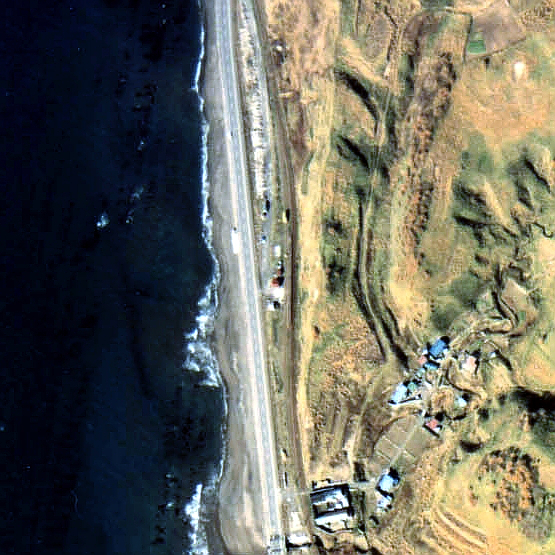
1977年的力晝站與方圓約500米範圍。上方為羽幌方向。當時設有1面1線的島狀單式月台，在北邊月台端設有保線車輛專用的待機線。在圖片中可看見引込線，停泊了維修路軌車輛。曾經車站正面靠近留萌一方設有小型貨物月台和引込線。在成為無人車站，車站大樓更換為紅色屋頂的候車室。車站位於遠離民居的地方，力晝地區北邊的番屋之澤臨時乘降場該處為村落中心。在北方向設有隧道前往內陸，冬季成為軌道維修基地。

力晝站（日语：／ Rikibiru eki */?）是位於北海道苫前郡苫前町字力晝，日本國有鐵道（國鐵）的羽幌線車站（廢站）。隨著羽幌線廢線，車站在1987年（昭和62年）3月30日一同廢除。
部分普通列車通過此站，在1986年（昭和61年）11月1日時間表修正中（廢除時的時間表），上下各1班列車通過此站（急行「羽幌」後續列車，停靠主要車站））。

## 歷史
- 1931年（昭和6年）
  - 8月15日 - 鐵道省留萠線鬼鹿站至古丹別站之間開通，此站啟用[3]。當時為一般車站[1]。
  - 10月10日 - 留萠站至古丹別站之間的區間從留萠線分離，路線名改為羽幌線，成為羽幌線車站。
- 1949年（昭和24年）6月1日 - 日本國有鐵道成立，成為日本國有鐵道車站。
- 1960年（昭和35年）9月15日 - 結束處理貨物[1]。
- 1972年（昭和47年）2月8日 - 結束處理行李[4]，同時成為無人車站[5]（成為簡易委託車站）。
- 1982年（昭和57年）頃 - 車站大樓翻新[6]。
- 1987年（昭和62年）3月30日 - 羽幌線全線廢除，此站也廢除[1]。

## 站名的由來
車站名稱取自地名。地方名「力晝」源自阿伊努語的「リ・キ・ピル→リキビリ」，其意思是很高、從水邊升起的懸崖。

## 車站構造
截至車站廢除前，車站是一座地面車站，設有1面1線的單式月台。月台位於路軌西邊（幌延方向的列車開會開啟左邊車門）。
此站是無人車站（簡易委託車站）。在有人車站時代，車站大樓進行翻新。車站大樓與北川口站和振老站同款，為一座3.6平方米的巧克力色膠囊車站大樓。位於站内西邊，與月台有一段距離。

## 車站周邊
車站力晝村落較遠。村落內較少人使用番屋之澤臨時乘降場。
- 國道232號（日语：国道232号）（天賣國道/日本海奧羅龍線（日语：日本海オロロンライン））
- 沿岸巴士「境之澤」巴士站

## 現況
車站大樓與站內設施已經撤走。截至2017年（平成29年），車站變成空地，只剩下路基。

## 相鄰車站
日本國有鐵道
羽幌線
鬼鹿－（千松臨時乘降場）－力晝－（番屋之澤臨時乘降場）－古丹別

## 注腳
1. 1 2 3 4 5 6  石野哲（編）. . JTB. 1998: 871. ISBN 978-4-533-02980-6 （日语）.
2. ↑  時刻表《JNR編集 時刻表 1987年4月号》（弘濟出版社，1987年4月發行）JR新聞13頁。
3. ↑  《官報》 1931年08月08日 鉄道省告示第186号 （页面存档备份，存于）（日語）（國立國會圖書館）
4. ↑  . 官報. 1972-02-08 （日语）.
5. 1 2  . 鐵道公報 (日本國有鐵道總裁室文書課). 1972-02-08: 2 （日语）.
6. ↑  雜誌《鐵道雜誌》（鐵道雜誌}社）1982年4月號22頁。
7. 1 2  書籍《国鉄全線各駅停車1 北海道690駅》（小學館，1983年7月發行）200頁。

## 外部連結
- 羽幌線廢線跡調査 （页面存档备份，存于）（日語）